# Sebastian Gibrand
Sebastian Daniel Alexander Gibrand, född 6 augusti 1988, är en svensk kock.
Sebastian Gibrand växte upp i Helsingborg. Han har arbetat på bland annat Oaxen Krog & Slip. Sedan 2011 driver han tillsammans med sin vän och kollega Robert Sjöberg en catering & konsultfirma inom mat & dryck.[källa behövs]
Sebastian Gibrand kom på andra plats i den franska mattävlingen Bocuse d'Or 2019 och vann säsong åtta av Kockarnas kamp 2019.  Han ansvarade för maten på Nobelfesten 2019.